# Варци
Варци (итал. Varzi) — коммуна в Италии, располагается в регионе Ломбардия, подчиняется административному центру Павия.
Население составляет 3533 человека, плотность населения составляет 61 чел./км². Занимает площадь 58 км². Почтовый индекс — 27057. Телефонный код — 0383.
Покровителем населённого пункта считается святой великомученик Георгий Победоносец. Праздник ежегодно празднуется 23 апреля.